# Karabin Gew41
Gewehr 41 – niemiecki karabin samopowtarzalny z okresu II wojny światowej. Produkowany w dwóch wersjach: Gew41(W) – Walthera oraz Gew41(M) – Mausera. Ich produkcję zakończono po wprowadzeniu karabinów Gew43.

## Historia
Mimo że Armia Cesarstwa Niemieckiego epizodycznie wykorzystywała karabiny samopowtarzalne już w czasie I wojny światowej, a międzywojenna Reichswehra w latach 1929-1930 prowadziła badania na tym typem broni strzeleckiej, konstrukcje tego typu nie weszły do podstawowego wyposażenia Wehrmachtu przystępującego do II wojny światowej z klasycznym karabinkiem powtarzalnym Mauser Kar98k.
W toku wojny postanowiono jednak zmienić ten stan rzeczy, a Urząd Uzbrojenia Wojsk Lądowych (niem. Heereswaffenamt) III Rzeszy zlecił firmom Walther i Mauser skonstruowanie prototypów nowoczesnych karabinów samopowtarzalnych.
Specyfikacja Heereswaffenamtu wobec nowej konstrukcji opierała się na 3 głównych założeniach:
- Gazy prochowe nie mogły być odprowadzane przez boczny otwór lufy[1].
- Komora zamkowa nie mogła posiadać żadnych części poruszających się w momencie wystrzału[1].
- W przypadku awarii automatyki, broń miała posiadać możliwość ręcznego przeładowania w identyczny sposób jak czterotaktowy Kar98k[1].

Do badań przedstawiono 2 konkurencyjne prototypy. Obie konstrukcje posiadały stałe 10-nabojowe magazynki, ładowane przy pomocy 5-nabojowych łódek. Zasilanie automatyki obu karabinów opierało się na wykorzystaniu gazów prochowych odprowadzanych z wylotu lufy. System ten był jednak bardzo skomplikowany i znacznie przesuwał środek ciężkości broni ku przodowi. Konstrukcje Mausera i Walthera różniły się natomiast sposobem ryglowania: wersja Mausera ryglowana była przez obrót zamka, a Walthera ryglami rozchylnymi.
Gew41 (M) okazał się konstrukcją kompletnie nieudaną. Zastosowany system ryglowania, uwzględniający zarówno tryb samopowtarzalny, jak i możliwość ręcznego przeładowywania rączką zamkową, jak w zamkach czterotaktowych Kar98k był bardzo skomplikowany. Dodatkowo karabin był zawodny i miał problemy z celnością. Po wyprodukowaniu zaledwie 6 673 egzemplarzy produkcję wstrzymano, a 1 673 szt. zwrócono, jako nienadające się do użytku. 
Gew41 (W) odniósł większy sukces, głównie z powodu zignorowania przez producenta dwóch ostatnich wymagań specyfikacji. System ryglowania okazał się dużo prostszy i mniej zawodny niż w wersji Mausera. Szacuje się, że wyprodukowano ich od 40 do 150 tys., jednak wyprodukowane egzemplarze ulegały szybkiemu zużyciu na froncie.
Problemem obu karabinów było szybkie zanieczyszczanie się układu gazowego, prowadzące do częstych awarii. Na domiar złego układ ten, składał się z wielu ciasno spasowanych ze sobą części, przez co był trudny w demontażu i utrzymaniu w czystości, w warunkach polowych. 
Po ataku III Rzeszy na ZSRR, w 1941 r. w ręce Niemców dostało się wiele egzemplarzy radzieckich karabinów SWT. Zastosowany w nich system odprowadzania gazów przez boczny otwór lufy, wykazał sensowność takiego rozwiązania, które postanowiono zaadaptować. Efektem było powstanie karabinu Gew43, łączącego konstrukcję Gew41(W) z mechanizmem gazowym SWT.